# Arendonk
Arendonk este o comună din regiunea Flandra din Belgia.  Suprafața totală a comunei este de 55,38 km². La 1 ianuarie 2008 comuna avea 12.518 locuitori.
Arendonk se învecinează cu comunele Ravels, Oud-Turnhout, Mol și Retie  din Belgia și cu comuna olandeză Reusel-De Mierden.
1. ↑  Totale oppervlakte volgens het Kadasterregister, België, gewesten en provincies (în neerlandeză), Algemene Directie Statistiek[*]